# Sergiusz Piasecki
Sergiusz Piasecki (1. dubna 1901, Lachowicze, Bělorusko – 12. září 1964, Penley, Spojené království) byl polský spisovatel. Jeho nejznámější dílo Milenec hvězd (Kochanek Wielkiej Niedźwiedzicy 1937) bylo přeloženo do několika světových jazyků, v roce 1938 vyšlo v češtině v nakladatelství Melantrich v překladu Jaroslava Janoucha.
Řada jeho děl byla v Polsku během komunizmu zakázána a vyšla až po pádu režimu. Několik let strávil pašováním a diverzními akcemi na rusko-polské hranici jako člen polské vojenské rozvědky. Za svou kriminální činnost byl odsouzen k několika letům vězení, během kterých se projevil jeho literární talent. Jeho knihy do značné míry popisují jeho vlastní zážitky a zkušenosti.